# 大学発ベンチャー1000社計画
大学発ベンチャー1000社計画（だいがくはつベンチャー1000しゃけいかく）とは、経済産業省が2001年（平成13年）に発表した、大学発ベンチャーを平成14年度から平成16年度までの3年間に1000社設立する計画。
平成16年度末には1099社と目標は達成され、平成17年度末には1503社に達したと経済産業省は発表している。